# Israeli Premier League de 2023–24
A Israeli Premier League de 2023–24 (mais conhecida como Ligat ONE ZERO por motivos de patrocínio), foi a 82ª edição do Campeonato Israelense de Futebol e também a 25ª edição com o formato atual desde 1999. O atual campeão foi o Maccabi Haifa.
A temporada começou em 26 de agosto de 2023 e terminou em 25 de maio de 2024.
O Maccabi Tel Aviv foi o campeão da competição, o título foi confirmado após ganhar do Hapoel Be'er Sheva por 3–0 fora de casa, sendo seu vigésimo quarto título em sua história.

## Participantes
| Clube               | Cidade      | Estádio              | Capacidade | Títulos                |
| ------------------- | ----------- | -------------------- | ---------- | ---------------------- |
| Ashdod              | Asdode      | Estádio HaYud-Alef   | 8.200      | 0 (nenhum)             |
| Beitar Jerusalem    | Jerusalém   | Estádio Teddy Kollek | 31.733     | 6 (último em 2007–08)  |
| Bnei Sakhnin        | Sakhnin     | Estádio Doha         | 5.000      | 0 (nenhum)             |
| Hapoel Hadera       | Netanya     | Estádio Netanya      | 13.610     | 0 (nenhum)             |
| Hapoel Be'er Sheva  | Bersebá     | Estádio Turner       | 16.000     | 5 (último em 2017–18)  |
| Hapoel Haifa        | Haifa       | Estádio Sammy Ofer   | 30.942     | 1 (último em 1999)     |
| Hapoel Jerusalem    | Jerusalém   | Estádio Teddy Kollek | 31.733     | 0 (nenhum)             |
| Hapoel Tel Aviv     | Tel Aviv    | Bloomfield Stadium   | 29.400     | 14 (último em 2009–10) |
| Maccabi Bnei Reineh | Reineh      | Green Stadium        | 5.200      | 0 (nenhum)             |
| Maccabi Haifa       | Haifa       | Estádio Sammy Ofer   | 30.942     | 15 (atual campeão)     |
| Maccabi Petah Tikva | Petah Tikva | Estádio Hamoshava    | 11.500     | 0 (nenhum)             |
| Maccabi Tel Aviv    | Tel Aviv    | Bloomfield Stadium   | 29.400     | 23 (último em 2019–20) |

## Classificação

### Temporada regular
| Pos | Equipe              | Pts | J  | V  | E  | D  | GP | GC | SG  | Classificação ou descenso |
| --- | ------------------- | --- | -- | -- | -- | -- | -- | -- | --- | ------------------------- |
| 1   | Maccabi Tel Aviv    | 62  | 26 | 19 | 5  | 2  | 55 | 20 | +35 | Grupo do Campeonato       |
| 2   | Maccabi Haifa       | 55  | 26 | 17 | 6  | 3  | 55 | 18 | +37 | Grupo do Campeonato       |
| 3   | Hapoel Be'er Sheva  | 49  | 26 | 15 | 4  | 7  | 45 | 19 | +26 | Grupo do Campeonato       |
| 4   | Hapoel Haifa        | 47  | 26 | 14 | 5  | 7  | 38 | 32 | +6  | Grupo do Campeonato       |
| 5   | Maccabi Bnei Reineh | 34  | 26 | 8  | 10 | 8  | 27 | 26 | +1  | Grupo do Campeonato       |
| 6   | Bnei Sakhnin        | 33  | 26 | 7  | 13 | 6  | 26 | 31 | −5  | Grupo do Campeonato       |
| 7   | Hapoel Jerusalem    | 31  | 26 | 8  | 7  | 11 | 28 | 33 | −5  | Grupo do Rebaixamento     |
| 8   | Maccabi Petah Tikva | 30  | 26 | 8  | 6  | 12 | 31 | 48 | −17 | Grupo do Rebaixamento     |
| 9   | Maccabi Netanya     | 28  | 26 | 8  | 4  | 14 | 29 | 41 | −12 | Grupo do Rebaixamento     |
| 10  | Hapoel Hadera       | 28  | 26 | 8  | 4  | 14 | 21 | 38 | −17 | Grupo do Rebaixamento     |
| 11  | Hapoel Tel Aviv     | 26  | 26 | 6  | 9  | 11 | 29 | 37 | −8  | Grupo do Rebaixamento     |
| 12  | Beitar Jerusalem    | 25  | 26 | 8  | 6  | 12 | 34 | 34 | 0   | Grupo do Rebaixamento     |
| 13  | Ashdod              | 22  | 26 | 5  | 7  | 14 | 20 | 42 | −22 | Grupo do Rebaixamento     |
| 14  | Hapoel Petah Tikva  | 19  | 26 | 3  | 10 | 13 | 20 | 39 | −19 | Grupo do Rebaixamento     |

1. ↑  O Maccabi Tel Aviv foi punido pela perca de 1 ponto. mas após recurso o 1 ponto foi retirado[3]
2. ↑  Maccabi Haifa foi punido pela perca de 2 pontos.[4][5]
3. ↑  Bnei Sakhnin foi punido pela perca de 1 ponto.[6]
4. ↑  Hapoel Tel Aviv foi punido pela perca de 1 ponto.[7]
5. ↑  Beitar Jerusalem foi punido pela perca de 5 pontos.[8][9]

### Confrontos
| Mandante \ Visitante | BEI | BnS | ASH | HAH | HBS | HHA | HJE | HPT | HTA | MBR | MHA | MNE | MPT | MTA |
| -------------------- | --- | --- | --- | --- | --- | --- | --- | --- | --- | --- | --- | --- | --- | --- |
| Beitar Jerusalem     | —   | 1–1 | 1–1 | 2–0 | 4–4 | 1–2 | 1–0 | 2–2 | 0–3 | 1–2 | 0–2 | 0–0 | 3–2 | 0–1 |
| Bnei Sakhnin         | 2–1 | —   | 1–1 | 0–1 | 0–2 | 1–1 | 2–1 | 0–0 | 1–1 | 0–0 | 0–3 | 1–1 | 1–1 | 2–3 |
| F.C. Ashdod          | 1–2 | 0–1 | —   | 0–1 | 1–3 | 0–1 | 2–0 | 2–0 | 2–1 | 1–0 | 0–5 | 0–2 | 1–1 | 1–4 |
| Hapoel Hadera        | 0–3 | 1–0 | 1–1 | —   | 0–2 | 1–2 | 1–1 | 1–0 | 1–0 | 0–2 | 1–5 | 1–4 | 3–0 | 0–3 |
| Hapoel Be'er Sheva   | 1–0 | 1–2 | 1–0 | 3–0 | —   | 4–0 | 3–0 | 3–0 | 0–0 | 4–2 | 2–1 | 2–0 | 1–1 | 0–1 |
| Hapoel Haifa         | 3–2 | 1–2 | 2–0 | 2–0 | 1–0 | —   | 2–3 | 1–1 | 4–3 | 1–2 | 0–3 | 2–1 | 2–2 | 0–1 |
| Hapoel Jerusalem     | 2–1 | 0–0 | 1–1 | 1–0 | 0–1 | 0–1 | —   | 3–2 | 2–1 | 1–0 | 1–2 | 1–1 | 3–1 | 1–2 |
| Hapoel Petah Tikva   | 1–0 | 1–1 | 1–1 | 0–2 | 1–0 | 0–2 | 1–2 | —   | 0–0 | 0–1 | 2–2 | 2–0 | 2–2 | 0–0 |
| Hapoel Tel Aviv      | 0–1 | 3–3 | 3–1 | 1–1 | 0–4 | 0–1 | 0–0 | 4–1 | —   | 0–0 | 0–0 | 2–0 | 2–0 | 0–5 |
| Maccabi Bnei Reineh  | 2–1 | 0–1 | 0–0 | 2–1 | 1–1 | 0–0 | 1–1 | 1–1 | 1–2 | —   | 2–1 | 1–3 | 3–0 | 2–2 |
| Maccabi Haifa        | 1–1 | 1–1 | 4–0 | 1–0 | 1–0 | 1–1 | 2–1 | 2–1 | 0–0 | 1–0 | —   | 4–0 | 5–0 | 2–0 |
| Maccabi Netanya      | 0–3 | 0–1 | 1–0 | 1–3 | 1–0 | 1–2 | 2–1 | 4–1 | 2–1 | 1–1 | 2–3 | —   | 0–1 | 1–5 |
| Maccabi Petah Tikva  | 0–3 | 5–1 | 1–2 | 1–0 | 1–4 | 0–3 | 1–1 | 2–0 | 3–0 | 1–0 | 3–2 | 1–0 | —   | 1–2 |
| Maccabi Tel Aviv     | 1–0 | 1–1 | 4–1 | 1–1 | 1–0 | 3–1 | 2–1 | 2–0 | 4–2 | 1–1 | 0–1 | 2–1 | 4–0 | —   |

## Grupo do Campeonato
| Pos | Equipe               | Pts | J  | V  | E  | D  | GP | GC | SG  | Classificado                                                 |     | MTA | MHA | HBS | HHA | MBR | BnS |
| --- | -------------------- | --- | -- | -- | -- | -- | -- | -- | --- | ------------------------------------------------------------ | --- | --- | --- | --- | --- | --- | --- |
| 1   | Maccabi Tel Aviv (C) | 85  | 36 | 26 | 7  | 3  | 75 | 25 | +50 | 2ª. Pré-eliminatória da Liga dos Campeões da UEFA de 2024–25 |     | —   | 1–1 | 3–0 | 4–0 | 2–0 | 2–0 |
| 2   | Maccabi Haifa        | 74  | 36 | 23 | 7  | 6  | 75 | 28 | +47 | 2ª. Pré-eliminatória da Liga Conferência da UEFA de 2024–25  |     | 0–1 | —   | 4–1 | 0–2 | 1–2 | 1–0 |
| 3   | Hapoel Be'er Sheva   | 61  | 36 | 19 | 4  | 13 | 55 | 40 | +15 | 2ª. Pré-eliminatória da Liga Conferência da UEFA de 2024–25  |     | 1–0 | 1–4 | —   | 2–1 | 2–1 | 2–1 |
| 4   | Hapoel Haifa         | 59  | 36 | 18 | 5  | 13 | 48 | 47 | +1  |                                                              |     | 0–4 | 0–2 | 2–0 | —   | 2–0 | 1–2 |
| 5   | Maccabi Bnei Reineh  | 44  | 36 | 11 | 11 | 14 | 38 | 44 | −6  |                                                              | 2–3 | 1–5 | 1–0 | 0–1 | —   | 2–2 |     |
| 6   | Bnei Sakhnin         | 44  | 36 | 10 | 15 | 11 | 39 | 46 | −7  |                                                              | 1–1 | 1–2 | 4–1 | 2–1 | 0–2 | —   |     |

1. ↑  Maccabi Haifa foi punido pela perca de 2 pontos.[4]
2. ↑  Bnei Sakhnin foi punido pela perca de 1 ponto.[6]

## Grupo do Rebaixamento
| Pos | Equipe              | Pts | J  | V  | E  | D  | GP | GC | SG  | Classificação ou descenso                              |     | HJE | MPT | MNE | ASH | BEI | HAH | HTA | HPT |
| --- | ------------------- | --- | -- | -- | -- | -- | -- | -- | --- | ------------------------------------------------------ | --- | --- | --- | --- | --- | --- | --- | --- | --- |
| 1   | Hapoel Jerusalem    | 43  | 33 | 12 | 7  | 14 | 38 | 39 | −1  |                                                        |     | —   | 2–0 | –   | –   | 3–0 | 2–0 | 2–0 | –   |
| 2   | Maccabi Petah Tikva | 40  | 33 | 11 | 7  | 15 | 44 | 57 | −13 | 2ª. Pré-eliminatória da Liga Europa da UEFA de 2024–25 |     | –   | —   | 0–2 | 0–1 | –   | –   | 4–2 | 4–1 |
| 3   | Maccabi Netanya     | 38  | 33 | 11 | 5  | 17 | 36 | 48 | −12 |                                                        |     | 1–0 | –   | —   | –   | 0–3 | 1–2 | 0–1 | –   |
| 4   | Ashdod              | 37  | 33 | 9  | 10 | 14 | 29 | 45 | −16 |                                                        | 3–1 | –   | 0–0 | —   | –   | –   | –   | 1–0 |     |
| 5   | Beitar Jerusalem    | 36  | 33 | 11 | 8  | 14 | 45 | 40 | +5  |                                                        | –   | 1–1 | –   | 0–0 | —   | 0–1 | –   | –   |     |
| 6   | Hapoel Hadera       | 36  | 33 | 10 | 6  | 17 | 28 | 49 | −21 |                                                        | –   | 0–4 | –   | 2–2 | –   | —   | 0–1 | 1–1 |     |
| 7   | Hapoel Tel Aviv     | 33  | 33 | 8  | 10 | 15 | 35 | 51 | −16 | Rebaixamento á Liga Leumit de 2024–25                  |     | –   | –   | –   | 0–2 | 1–5 | –   | —   | 1–1 |
| 8   | Hapoel Petah Tikva  | 24  | 33 | 4  | 12 | 17 | 25 | 51 | −26 | Rebaixamento á Liga Leumit de 2024–25                  |     | 1–0 | –   | 1–3 | –   | 0–2 | –   | –   | —   |

1. ↑  O Maccabi Petah Tikva se classificou para a segunda pré-eliminatória da Liga Europa ao vencer a Copa do Estado de Israel de 2023–24.
2. ↑  Beitar Jerusalem foi punido pela perca de 5 pontos.[8][9]
3. ↑  Hapoel Tel Aviv foi punido pela perca de 1 ponto.[7]